# 1980年夏季奥林匹克运动会塞舌尔代表团
1980年夏季奥林匹克运动会塞舌尔代表团是塞舌尔派出的1980年夏季奥林匹克运动会代表团。